# Bronisław Skibniewski
Bronisław Skibniewski herbu Ślepowron (ur. 23 maja 1830 roku w Wołkowcach na Podolu, zm. 27 czerwca 1904 roku w Balicach koło Przemyśla) – syn Wiktora i Antoniny z Zaleskich, ziemianin, właściciel majątku Balice, finansista, wiceprezes Banku Rolniczego we Lwowie, ojciec Aleksandra, Stefana Leona i Mariusza.

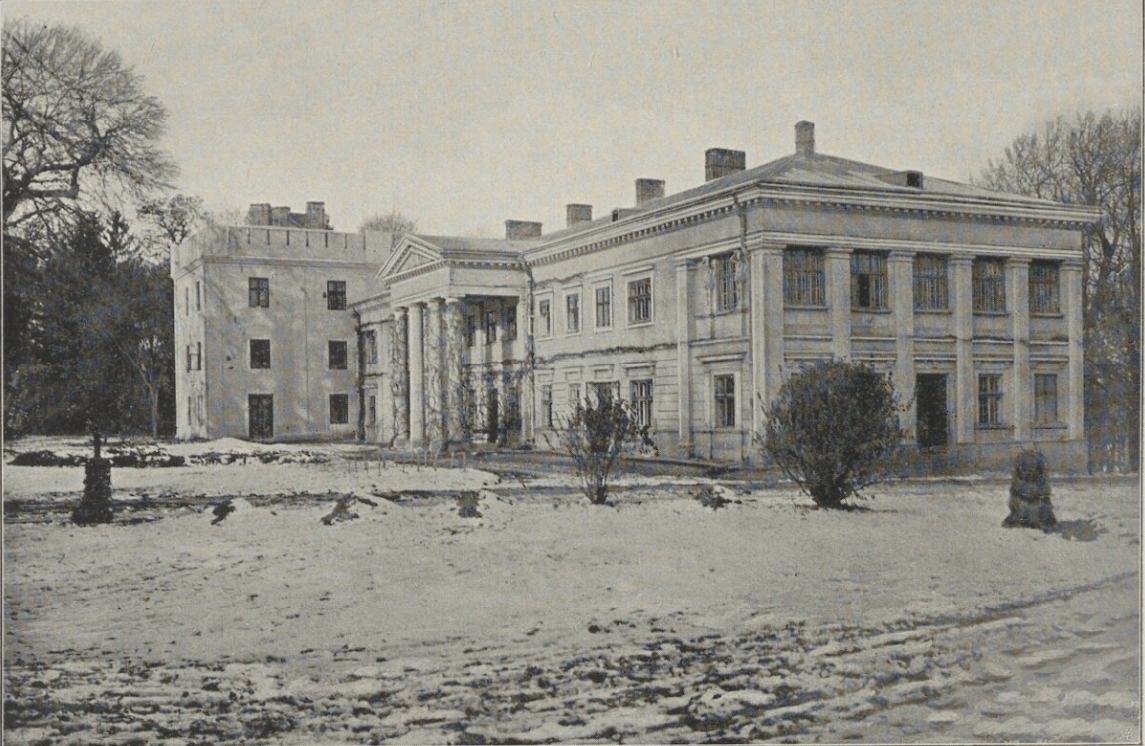
Balice w ziemi przemyskiej

Dzieciństwo spędził w Porzeczu Nowym. Uczęszczał do gimnazjum w Odessie. Po śmierci ojca przejął nabyty przez niego w 1850 roku od Wincentego Krasińskiego klucz dunajowiecki, obecnie Dunayivtsi, na Podolu.
W 1874 roku zakupił od Henryka Łączyńskiego, wcześniej należące do rodziny Drohojowskich, dobra Balice w ziemi przemyskiej (obecnie Bałyczi w powiecie mościskim), w 1892 roku – od Adama Sapiehy dobra Hliboka na Bukowinie, a następnie – Maćkowice koło Przemyśla.
Był znanym rolnikiem i hodowcą. Sprawował liczne funkcje honorowe. W 1881 roku biskup przemyski, Maciej Hirschler, udzielił mu – z pełnomocnictwa papieża Leona XIII – przywileju kaplicy prywatnej. W ostatnim dziesięcioleciu swego życia został wybrany na wiceprezesa Banku Rolniczego we Lwowie.
Z małżeństwa z Olgą z domu Dzieduszyckich, córką Aleksandra Dzieduszyckiego - posła do Rady Państwa Austriackiego i Sejmu krajowego Galicji - miał dziesięcioro dzieci:
- Domicelę (1865–1880),
- Antoniego (1866–1943) za Elżbietą Bielską,
- Aleksandra (1868–1942) za Zofią Horodyńską,
- Wiktorię (1872–1873),
- Anielę (1873–1944) za Leonem Horodyskim,
- Tadeusza (1874–1883),
- Ludwika (1876–1962) za Felicją Dębicką,
- Stefana-Leona (1878–1942),
- Dominika-Mariusza (1881–1939),
- Władysława (1884–1939) za Anną Dzieduszycką.